# António dos Santos França
António dos Santos França (* 9. April 1938 in Mupa, Cunene) ist ein angolanischer General der Streitkräfte zur Befreiung Angolas (Forças Armadas de Libertação de Angola), Diplomat sowie Politiker der Movimento Popular de Libertação de Angola (MPLA).

## Leben
António dos Santos França absolvierte in Portugal ein Studium der Agrarwissenschaften und hatte in dieser Zeit auch eine kurze fußballerische Karriere als Mittelfeldspieler bei Sporting Lissabon und Académica de Coimbra. Nach Angola zurückgekehrt, nahm er unter dem Decknamen „Ndalu“ als Angehöriger der Streitkräfte zur Befreiung Angolas FAPLA (Forças Armadas de Libertação de Angola) am Bürgerkrieg teil und wurde 1977 Mitglied des Politbüros sowie des Zentralkomitees der Movimento Popular de Libertação de Angola (MPLA), dem er auch heute noch angehört. Des Weiteren wurde er 1977 ZK-Sekretär für Landwirtschaft, Viehzucht, Fischerei, Kultur und Sport sowie 1978 Kommandeur des Regimentes der Präsidialgarde von Präsident von Angola Agostinho Neto beziehungsweise nach dessen Tode am 10. September 1979 ab dem 21. September 1979 von dessen Nachfolger José Eduardo dos Santos. 1980 wurde er Kommandeur der Luftstreitkräfte (Força Aérea Popular de Angola).
1982 übernahm França nach seiner Beförderung zum General (General das Forças Armadas Populares de Libertação de Angola) den Posten des Chef des Generalstabes und wurde zugleich zum Vize-Verteidigungsminister ernannt. 1988 wurde er im Bürgerkrieg Präsident der Südfront (Frente Sul) und 1990 Chef des Kommission der Politisch-Militärischen Junta. 1995 erfolgte seine Ernennung zum Außerordentlicher und Bevollmächtigter Botschafter in den Vereinigten Staaten. Bei der Wahl vom 31. Dezember 2012 wurde er auf der Landesliste der Movimento Popular de Libertação de Angola (MPLA) erstmals zum Mitglied der Nationalversammlung (Assembleia Nacional) gewählt. Nach seiner Wiederwahl bei der Wahl vom 23. August 2017 wurde er Mitglied der 2. Parlamentskommission (2.ª Comissão: Defesa, Segurança, Ordem Interna, Antigos Combatentes e Veteranos da Pátria), die für Verteidigung, Sicherheit, innere Ordnung, ehemalige Kämpfer und Veteranen des Vaterlandes zuständig ist.